# Fraktura (izdavačka kuća)
Fraktura je izdavačka kuća iz Zaprešića. Osnovana je 2002. godine od strane Sibile i Seida Serdarevića. Od svog osnivanja ova izdavačka kuća objavljuje kvalitetne, najčešće visoko nagrađivane knjige domaćih i stranih (najčešće evropskih) autora. Ova kuća godišnje izda oko 60 novih naslova. Neki od autora čije je knjige izdala su: Mirko Kovač, Miljenko Jergović, Filip David, Tvrtko Jakovina, Patrik Modijano, Stig Larson, Amos Oz, Ahmet Hamdi Tanpinar, Havijer Serkas i mnogi drugi.

## Nagrade
Proglašena je za najboljeg međunarodnog izdavača na Londonskom sajmu knjiga 2015.
. 